# Бююк-Ламбат Джамісі
Бююк-Ламбат Джамісі (крим. Büyük Lambat Camisi) — зруйнована мечеть у містечку Бююк-Ламбат (Малий Маяк) Ялтинського району Автономної Республіки Крим.

## Опис
Руїни мечеті XIX століття «Бююк-Ламбат Джамісі».
Одноповерхова двосвітла (по двох фасадах), прямокутна (із округленим кутовим виступом у північно-західному кутку) у плані будівля. Історичні габарити будівлі: довжина на східному фасаді — 12.63 м, по північному — 11.36 м, товщина стін — 0.87 м.
Круглі різьблені клейма на лицьовій стороні кам'яних блоків.
Віконні отвори з лучковими перемичками, викладеними кладкою.